# Máy đo LCR
Máy đo LCR (tiếng Anh LCR meter) là thiết bị dùng để đo cuộn cảm (L), điện dung (C) và điện trở (R) của linh kiện điện.

## Nguyên lý hoạt động
Máy đo LCR đo lường dòng điện, điện áp và góc pha rồi tính toán giá trị LCR tương ứng và hiển thị ra màn hình. Thiết bị đo LCR có dạng cầm tay dễ sử dụng và dạng để bàn cho phòng thí nghiệm, nhà máy đo lường. Thông thường máy đo LCR có tần số từ 1 kHz -100 Mhz trở lên.
Ngoài ra, LCR Meters thường đi kèm với các tính năng hữu ích khác bao gồm chức năng so sánh và quét danh sách. Ở chế độ so sánh, bạn có thể thiết lập trước các giá trị mẫu để máy phân loại là ‘PASS’ hoặc ‘FAIL’ khi tiến hành đo sau này.
Chức năng quét danh sách cho phép tự động kiểm tra DUT (device under test) dưới các tần số khác nhau tương tự như máy phân tích trở kháng. Máy đo LCR lý tưởng để thực hiện các phép đo trực tiếp và chính xác đối với cuộn cảm, tụ điện và điện trở sử dụng các tần số thử nghiệm khác nhau. Khu vực thử nghiệm có thể được chọn thủ công hoặc tự động. Máy đo LCR có thể được vận hành hoàn toàn tự động, ví dụ như trong RS- 232, USB, LAN hoặc Handler. Hơn nữa, máy có khả năng sử dụng phần mềm điều khiển để ghi lại kết quả.

## Nguyên lý

#### Nguyên lý đo cơ bản của máy LCR
Máy đo LCR là dụng cụ đo lường để đo một đặc tính vật lý được gọi là trở kháng (tiếng Anh impedance). Trở kháng(ký hiệu Z), cho biết khả năng chống lại dòng điện xoay chiều AC. Nó có thể được tính toán từ dòng điện I chạy đến mục tiêu đo lường và điện áp V qua cổng đo. Vì trở kháng được biểu thị dưới dạng véc tơ trên một mặt phẳng phức, đồng hồ đo LCR không chỉ đo tỷ lệ giữa các giá trị RMS hiện tại và điện áp mà còn đo cả độ lệch pha giữa dạng sóng dòng điện và điện áp.

#### Phương pháp mạch cầu tự cân bằng
Phương pháp cầu tự cân bằng là một mạch điện đo lường được sử dụng rất nhiều trong các máy đo LCR. Mạch có 4 cổng kết nối (Hc, Hp, Lp và Lc) được kết nối với linh kiện, thiết bị được kiểm tra. Mỗi cổng sẽ có một chức năng riêng.

#### Phương pháp hai cổng
Thiết kế mạch này kết nối các thiết bị, linh kiện cần đo bằng hai cổng. Các giá trị đo được bao gồm điện trở dây và điện trở tiếp xúc và bị ảnh hưởng đáng kể khi mục tiêu đo có trở kháng thấp. Ngoài ra, do sự tồn tại của điện dung lạc giữa hai cáp, tín hiệu đo lường chảy đến điện dung lạc hướng cũng như mục tiêu đo trong quá trình đo ở tần số cao và đo trở kháng cao, góp phần gây ra lỗi.

#### Phương pháp năm cổng
Phương pháp này làm giảm ảnh hưởng của điện trở đi dây và điện trở tiếp xúc bằng cách sử dụng cáp riêng biệt để phát hiện dòng tín hiệu và điện áp. Ngoài ra, nó làm giảm ảnh hưởng của điện dung đi lạc bằng cách sử dụng cáp được che chắn và đặt phần che chắn của cáp ở cùng một điện thế. Phương pháp này có thể được sử dụng để giảm sai số đo đối với các giá trị trở kháng từ thấp đến cao.

#### Phương pháp ghép cặp bốn cổng
Phương pháp này có thể giảm sai số đo từ các giá trị trở kháng khác nhau, từ thấp đến cao bằng cách giảm ảnh hưởng của từ trường gây ra bởi dòng điện đo. Nó có thể hủy bỏ từ trường bằng cách sử dụng cáp được che chắn và chồng lên cáp mang dòng điện đến và đi từ mục tiêu đo.

### Bảng điều khiển máy đo LCR:

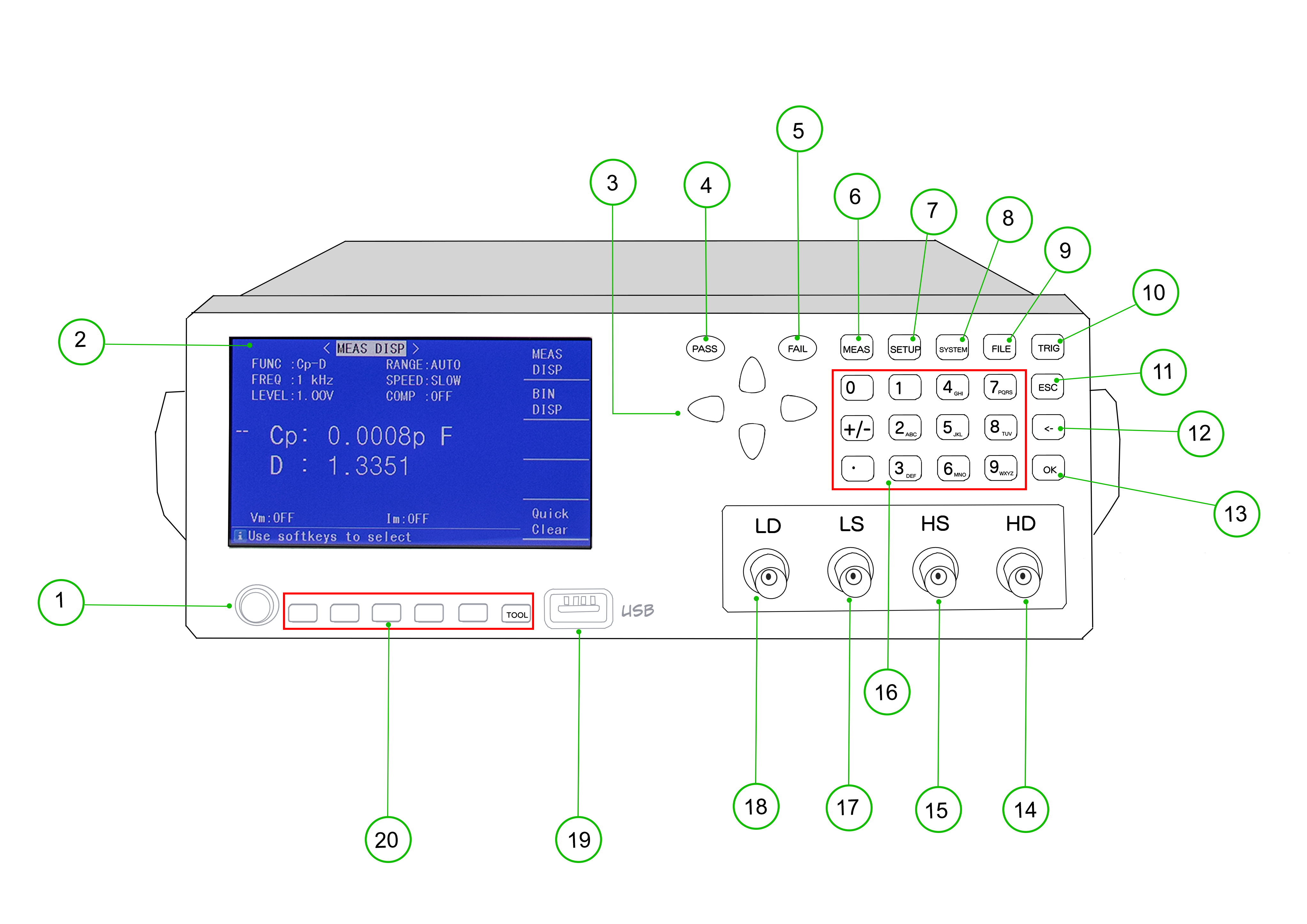
Bảng điều khiển mặt trước của máy đo LCR để bàn

| ← |

| ← |